# Quinoa
Quinoa (Chenopodium quinoa), med det rekommenderade svenska namnet mjölmålla och även kallad rismålla, är en ört som växer vilt i Sydamerika. Den beskrevs av den tyske botanikern Carl Ludwig Willdenow 1798.
Växtens frön är ätliga och anses innehålla en god sammansättning av aminosyror och en hög halt mineraler. De innehåller inte gluten. Quinoa finns i många olika färger och storlekar. Vanligast är vit, röd och svart, men det finns också blå quinoa. Quinoa har en mindre släkting som kallas canihua och som också är ätlig.

## Historia

### Bakgrund
Quinoa växer vilt på hög höjd i bergskedjan Anderna i Sydamerika, framför allt i Bolivia och Peru. Där har den odlats i mer än 7 000 år. Klimatet i Anderna är torrt och kallt och perfekt för quinoa.

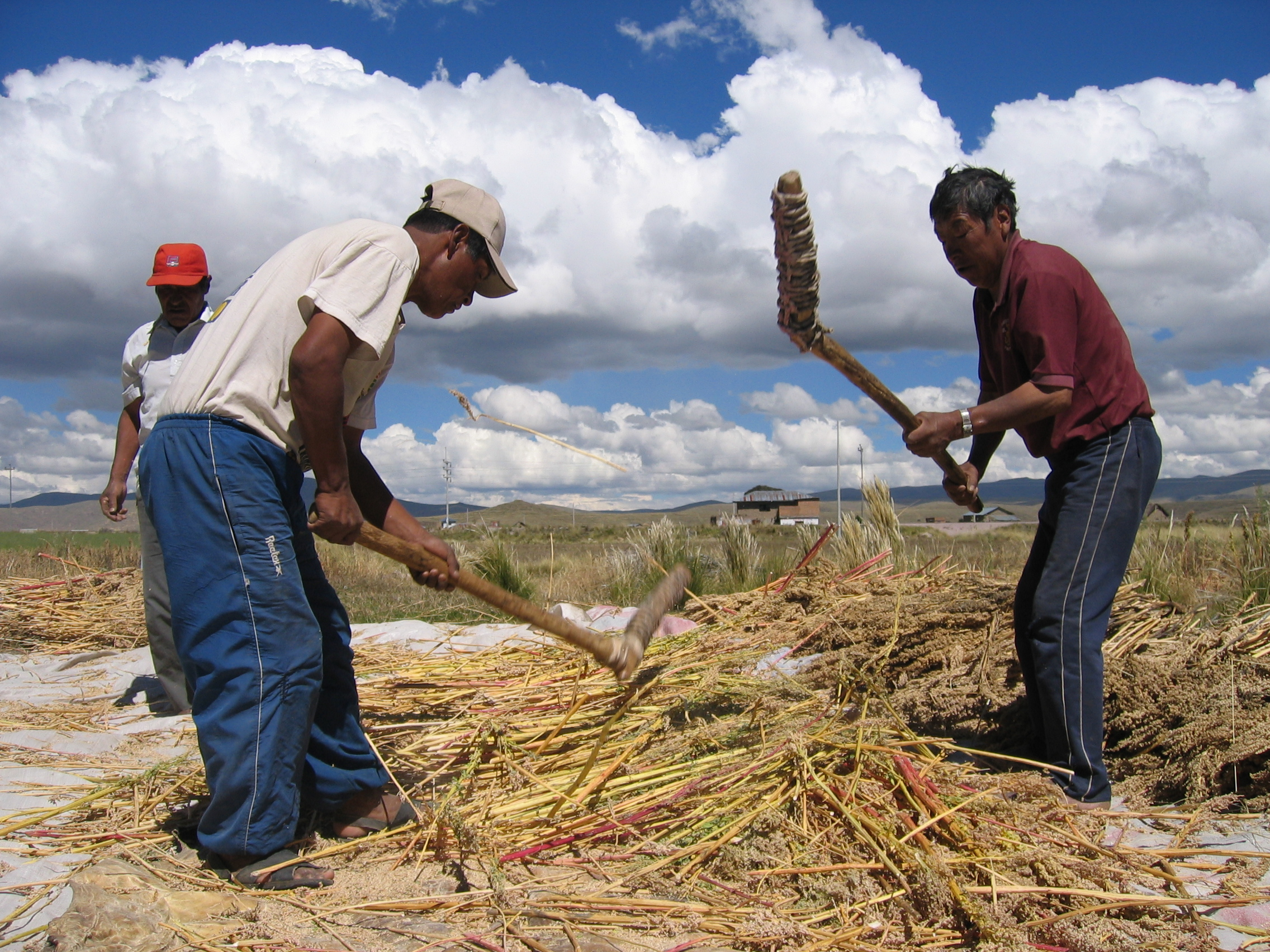
Tröskning av quinoa med slaga.

Quinoa sägs ha varit en förklaring till inkarikets starka ställning, eftersom den innehåller så mycket nyttigheter som höll inkafolket välnärt och starkt. Inkafolket betraktade quinoa som en helig gröda, och den användes i rituella ceremonier. När de spanska erövrarna kom till Peru motarbetades odling av quinoa, och man försökte införa majs, vete och korn. Skördarna minskade och böndernas hälsa och försörjning drabbades.
I modern tid har amerikanska företag med stöd av regeringarna i Peru och Bolivia infört bekämpningsmedel och konstgödsel, och odlingsmarken har utarmats.

### Odling
Quinoa tillhör amarantsläktet och har odlats i Anderna i 6 000 år upp till 4 000 meter över havet. Det är främst de näringsrika fröna som används, men även bladen går att äta – ungefär som spenat eller i sallad. Quinoa är ettårig och kan tåla temperatur ner till minus 8° under en kortare tid.
Svenska försöksodlingar har förekommit på Öland (Torslunda)  och Gotland (Lövsta lantbruksgymnasium) sedan 1990-talet. Även i Finland har försöksodling förekommit.
| ”                                   | Jag tror att grödan har en framtid men det kräver flera år att lyckas. Vi måste få ut den inhemska quinoan på marknaden och vi behöver också fler odlare | „ |
| – Jordbrukaren Juha Raininko (2013) | |   |

Sedan 2017 odlas quinoa i Östergötland.
Hushållningssällskapet har tagit fram skriften Alternativa livsmedelsgrödor för svenskt lantbruk, där förutsättningar för quinoa framgår. Växten kan odlas på de flesta jordarter, utom de blötaste. Quinoa har en lång odlingssäsong och kan sås tidigt då den inte är frostkänslig.

### Renässans i Anderna

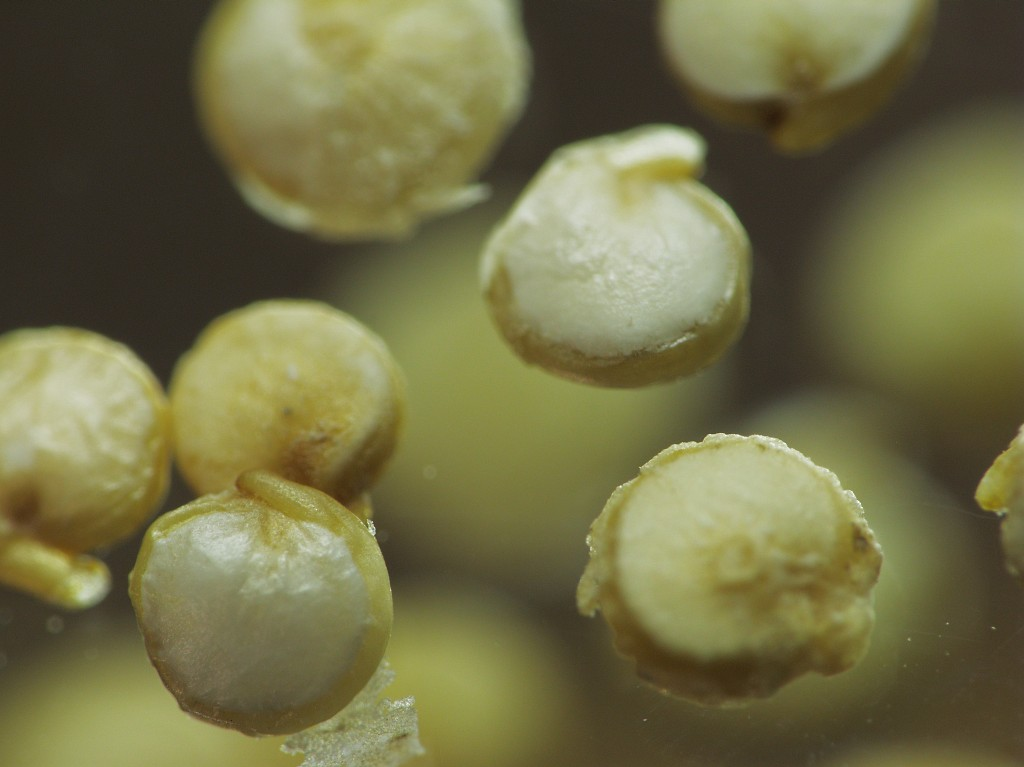
Quinoafrön med synlig grodd.

På 1990-talet började västerlandets konsumtion av quinoa öka dramatiskt. En tysk KRAV-organisation inledde ett projekt i en liten by på 3 000 meters höjd i Ecuador.
Böndernas överskott vid odling av quinoa var lågt och deras barn undernärda. Den tyska organisationen, Bio Controle System, startade projektet Heirloom Quinoa Project. Tolv familjer i byn Los Ángeles de Colta gick med på att delta i projektet, där deras resultat skulle jämföras med 298 quinoa-odlare runt om i Ecuador. Projektets mål var att öka böndernas överskott, lära ut ekologisk odling och verka för traditionella grödor både för export och inhemsk konsumtion. Efter bara ett år var dessa familjers överskott 50 procent högre än andra odlares. Merparten av familjerna ville nu odla den traditionella grödan på traditionellt sätt, och projektet kunde exportera 400 ton.
Bönderna behövde inte undervisning hur man odlar traditionellt och utan konstgödsel, men de behövde en marknad.
| ”                                      | Livet i jorden är också livet för oss. Vi använder organiska metoder för att förbättra jorden och det har verkligen förbättrat vårt liv | „ |
| – Ruben Vinoil, bonde och ledare i byn | |   |

Bolivia är det land som odlar mest quinoa för export till Nordamerika och Europa. 1980 exporterades quinoa till ett värde av 100 000 US-dollar. 2009 var summan uppe i 39 miljoner dollar. Omvärldens upptäckt av quinoa har varit goda nyheter för bönderna i Anderna. De har fått en ny försörjningsmöjlighet, och inflyttningen till städerna från landsbygden har minskat. Omkring 64 000 familjer odlar växten.

## Användning och näring

### Tillredning
När man tillagar quinoa är det lämpligt att först skölja den under rinnande vatten och sedan koka den med dubbelt så mycket vatten eller buljong. Man sköljer mjölmålla eftersom det finns bitterämnen (saponiner) i skalet som avlägsnas när man sköljer. När man kokar quinoa ser det ut som att fröna får svans, vilket är helt normalt och beror på att grodden lossnar vid kokning.
Quinoa kan användas precis som ris eller couscous i alla sorters rätter.

### Näringsinnehåll
Ungefärligt näringsvärde för kokt quinoa (per 100 g):
- Energi – 586 kJ / 140 kcal
- Kostfibrer – 13 g
- Proteiner – 4,4 g (fullvärdigt protein)
- Kolhydrater – 21 g
- Fett – 2,5g

- Natrium – 7 mg
- Kalcium – 17 mg
- Zink – 1,1 mg

Quinoa har lågt glykemiskt index (GI).

## Bildgalleri

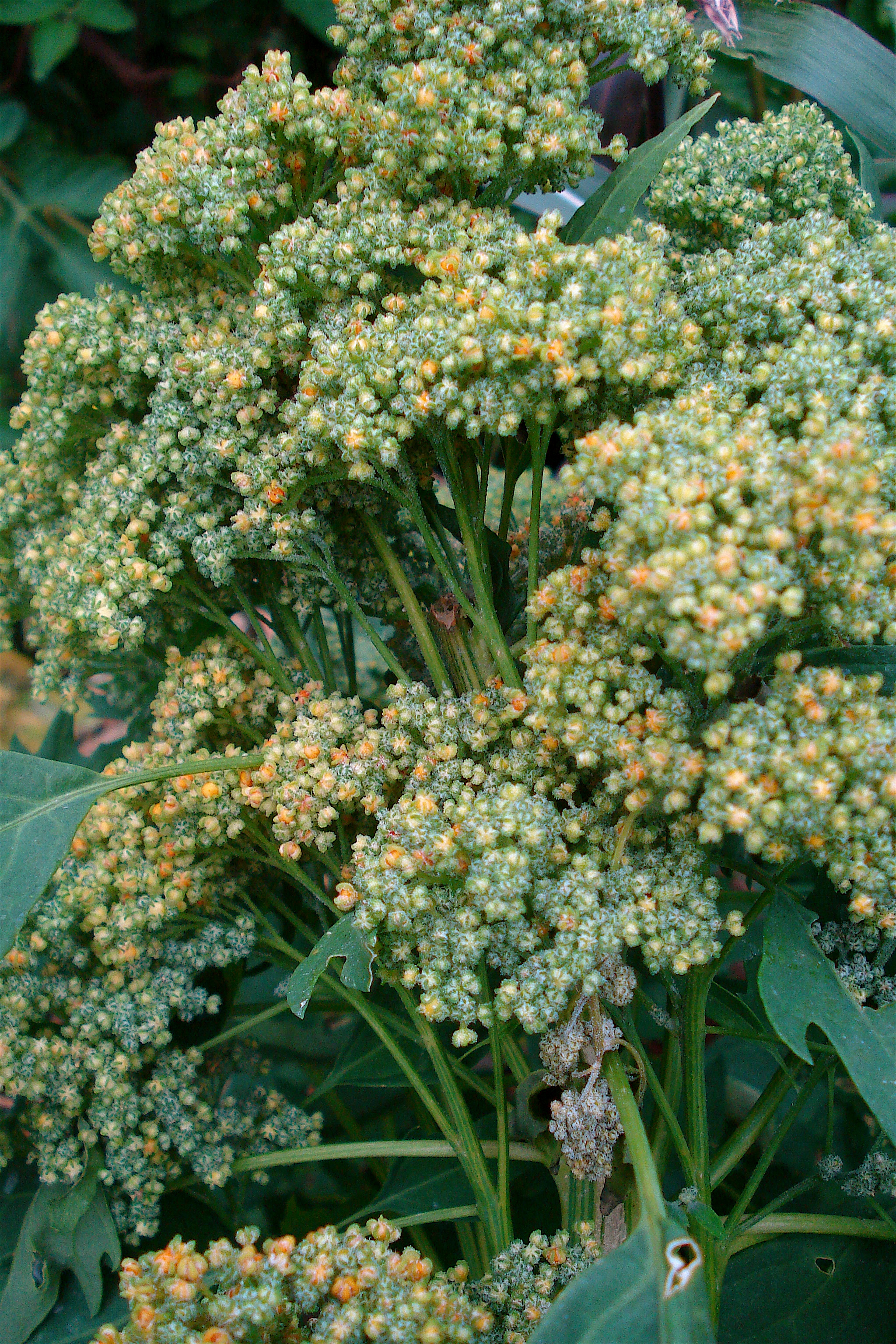
Quinoaplanta strax före blomning.
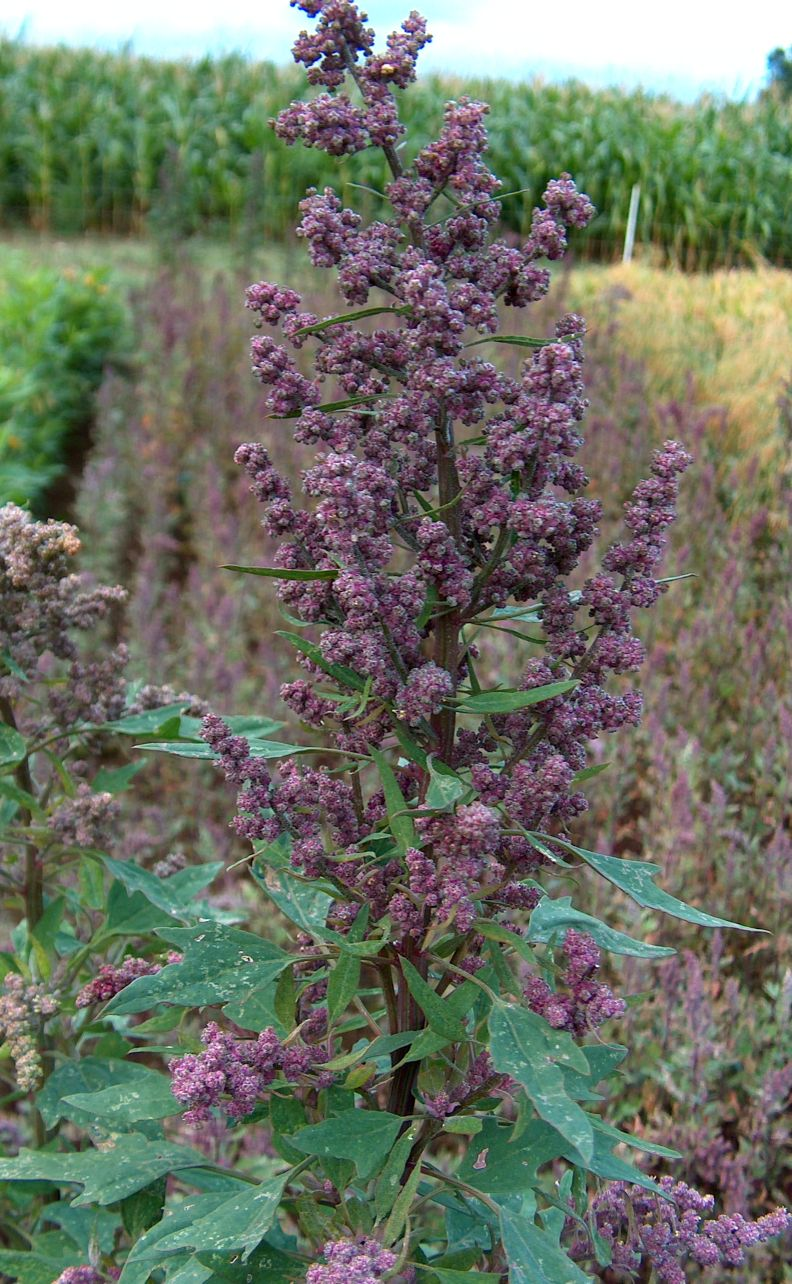
Blommande quinoaplanta.
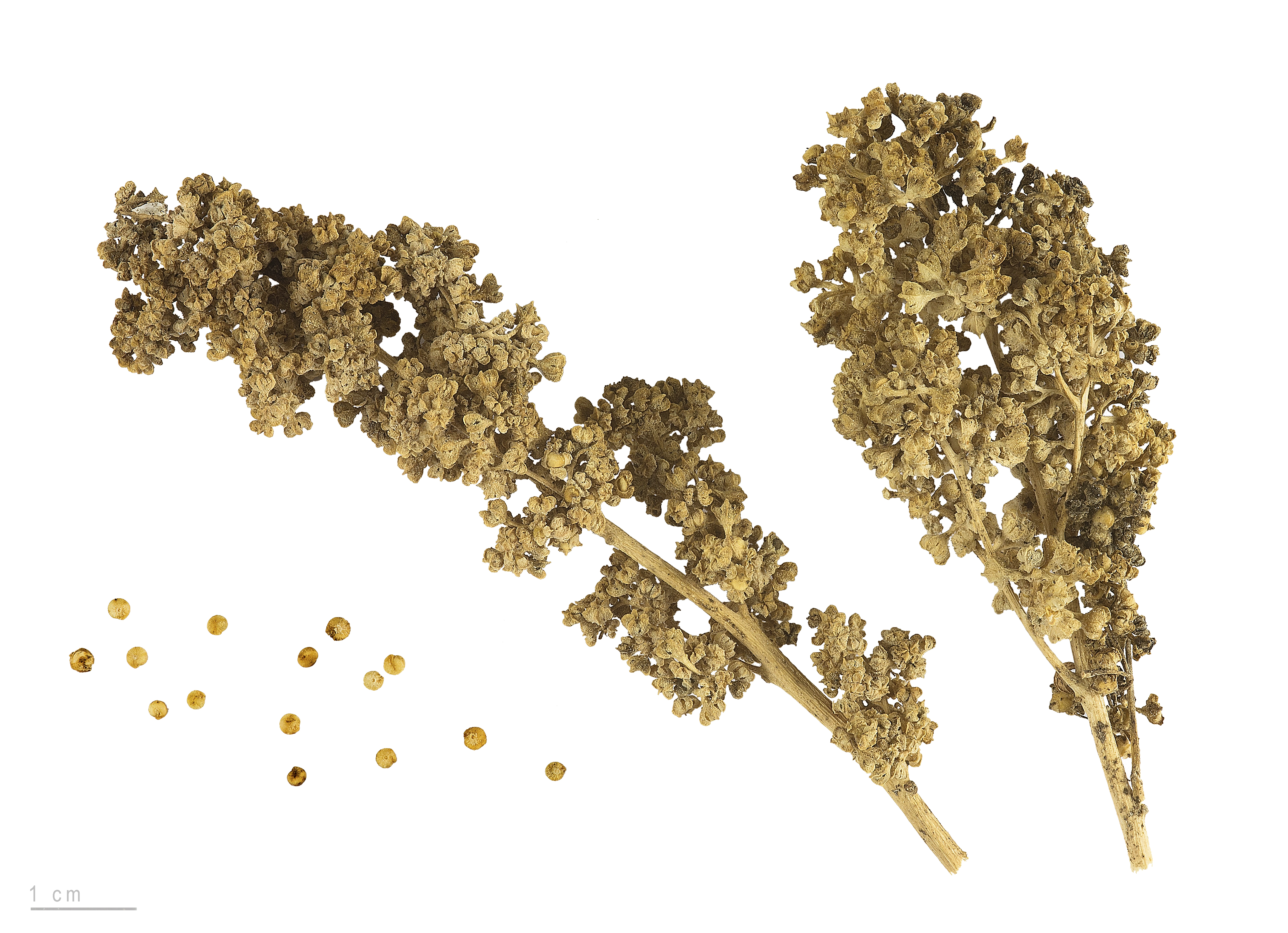
Torkade quinoavippor med frön.
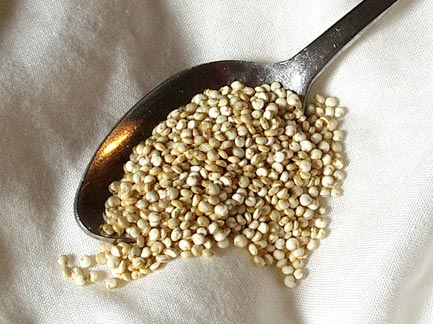
Quinoafrön.
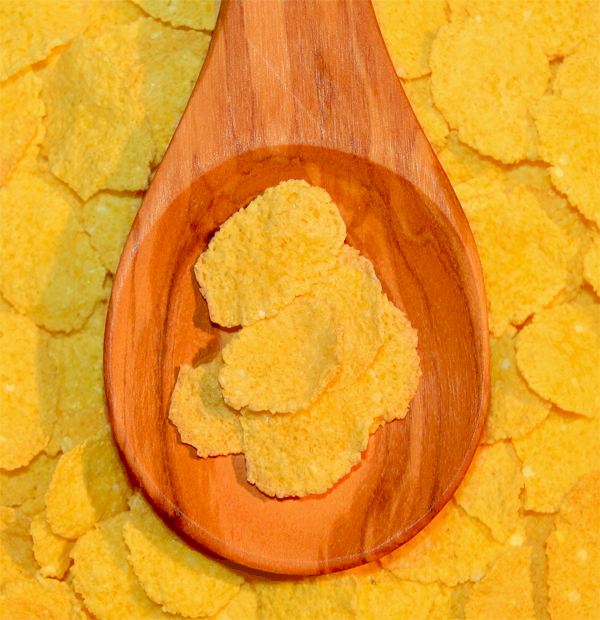
Quinoaflingor.